# Alamo Bowl 2016 (janvier)
Ne doit pas être confondu avec Alamo Bowl 2016 (décembre), joué dans le cadre de la saison universitaire 2016.
Match précédent Match suivant
L'Alamo Bowl de janvier 2016 est un match de football américain de niveau universitaire de NCAA joué après la saison régulière de 2015, le 2 janvier 2016 à l'Alamodome de San Antonio au Texas.
Il s'agissait de la 23e édition de l'Alamo Bowl.
Le match a mis en présence les équipes de TCU (10-2), issue de la Big 12 Conference (Big12), dirigée par l'entraîneur Gary Patterson et de l'Oregon (9-3) issue de la Pac-12 dirigée par l'entraîneur Mark Helfrich.
Selon les pronostiqueurs, c'est l'équipe d'Oregon qui était donnée favorite à 7 contre 1.
L'arbitre du match est Marc Curles issu de la SEC.
Le match a débuté à 14 h 56, heure locale, et s'est terminé à 21 h 58 pour une durée totale de match de 4 h 2. Il fut retransmis en télévision sur ESPN et en radio par ESPN Radio.
Sponsorisé par la société Valero Energy Corporation, le match fut officiellement dénommé le Valero Alamo Bowl 2016.
Les Horned Frogs de TCU gagnent le match sur le score de 47 à 41 au terme de la troisième prolongation.

## Présentation du match
Le match a mis en présence les équipes des Horned Frogs de TCU issus de la Big 12 Conference et des Ducks de l'Oregon issus de la Pacific-12 Conference.
Il s'agit de la 4e rencontre entre ces deux équipes, la dernière ayant eu lieu en 1978 (Victoire de TCU, 14 à 10). TCU a gagné à deux reprises, Oregon n'ayant qu'une seule victoire.

### Horned Frogs de TCU
Avec un bilan global en saison régulière de 10 victoires et 2 défaites, TCU est éligible et accepte l'invitation pour participer à l'Alamo Bowl de 2016.
Ils terminent 3e de la Big 12 Conference derrière #5 Oklahoma et #20 Oklahoma State, avec un bilan en conférence de 7 victoires et 2 défaites.
À l'issue de la saison régulière 2015 (bowl non compris), ils sont classés 11e aux classements CFP et Coaches et 10e au classement AP.
Il s'agit de leur 1re apparition à l'Alamo Bowl.
À l'issue de la saison 2015 (bowl compris), ils seront classés 7e aux classements AP et Coaches (Le classement final CFP ne tient pas compte du résultat des bowls puisqu'il est établi pour la dernière fois de la saison à l'issue de la saison régulière).

### Ducks de l'Oregon
Avec un bilan global en saison régulière de 9 victoires et 3 défaites, Oregon est éligible et accepte l'invitation pour participer à l'Alamo Bowl de 2016.
Ils terminent 2e de la North Division de la Pacific-12 Conference derrière #3 Stanford, avec un bilan en division de 7 victoires et 2 défaite.
À l'issue de la saison régulière 2015 (bowl non compris), ils sont classés 15e aux classements CFP et AP et 14e au classement Coaches.
Il s'agit de leur 2e participation à l'Alamo Bowl (victoire 30 à 7 contre les Longhorns du Texas le 30 décembre 2013).
À l'issue de la saison 2015 (bowl compris), ils seront classés 19e au classement AP et 20e au classement Coaches (Le classement final CFP ne tient pas compte du résultat des bowls puisqu'il est établi pour la dernière fois de la saison à l'issue de la saison régulière).

## Résumé du match
Les Ducks de l'Oregon menaient 31 à rien à la mi-temps, mais une blessure de leur QB Vernon Adams Jr. juste avant la mi-temps va se traduire par une seconde mi-temps sans aucun point inscrit par les Ducks.
Par contre, TCU inscrira des points sur chacune de leurs 9 possessions après la mi-temps et égaliseront par un field goal dans les dernières secondes du match.
Lors de la première prolongations, les deux équipes inscrivent chacune un touchdown et en seconde prolongation, un field goal chacune.
En troisième prolongation, TCU inscrit un touchdown mais échoue dans la conversion à 2 points. Ils empêchent cependant Oregon d'accéder à la zone d'en-but et remportent le match.
| QT          | Temps       | Drive       | Drive       | Drive       | Équipe      | Description de l'action | Score | Score |
| QT          | Temps       | Jeux        | Yards       | TDP         | Équipe      | Description de l'action | ORE   | TCU   |
| ----------- | ----------- | ----------- | ----------- | ----------- | ----------- | --- | ----- | ----- |
| 1           | 09:29       | 8           | 81          | 2 min 32 s  | ORE         | TD de 37 yards par WR Darren Carrington à la suite d'une réception de passe de QB Vernon Adams Jr. + 1 point de conversion par kicker Aidan Schneider | 7     | 0     |
| 1           | 05:12       | 8           | 79          | 2 min 19 s  | ORE         | TD à la suite d'une course de 4 yards par RB Royce Freeman + 1 point de conversion par kicker Aidan Schneider                                         | 14    | 0     |
| 1           | 00:27       | 7           | 84          | 1 min 54 s  | ORE         | TD à la suite d'une course de 5 yards par RB Royce Freeman + 1 point de conversion par kicker Aidan Schneider                                         | 21    | 0     |
| 2           | 13:30       | 3           | 62          | 0 min 43 s  | ORE         | TD à la suite d'une course de 5 yards par RB Tony Brooks-James + 1 point de conversion par kicker Aidan Schneider                                     | 28    | 0     |
| 2           | 00:32       | 9           | 37          | 2 min 47 s  | ORE         | FG de 47 yards par kicker Aidan Schneider | 31    | 0     |
| 3           | 10:52       | 10          | 69          | 4 min 8 s   | TCU         | FG de 24 yards par kicker Jaden Oberkrom | 31    | 3     |
| 3           | 04:18       | 11          | 64          | 4 min 58 s  | TCU         | TD de 26 yards par WR Jaelan Austin à la suite d'une réception de passe de QB Bram Kohlhausen + 1 point de conversion par kicker Jaden Oberkrom       | 31    | 10    |
| 3           | 00:36       | 7           | 16          | 3 min 31 s  | TCU         | TD à la suite d'une course de 2 yards par QB Bram Kohlhausen + 1 point de conversion par kicker Jaden Oberkrom kick good                              | 31    | 17    |
| 4           | 07:45       | 11          | 76          | 4 min 13 s  | TCU         | FG de 34 yards par kicker Jaden Oberkrom | 31    | 20    |
| 4           | 03:32       | 7           | 91          | 3 min 8 s   | TCU         | TD à la suite d'une course de 2 yards par RB Aaron Green + 2 points de conversion (passe de QB Bram Kohlhausen vers Buck Jones)                       | 31    | 28    |
| 4           | 00:19       | 8           | 31          | 1 min 58 s  | TCU         | FG de 22 yards par kicker Jaden Oberkrom | 31    | 31    |
| ET1         | -           | 4           | 25          | -           | TCU         | TD de 7 yards par WR Emanuel Porter à la suite d'une réception de passe de QB Bram Kohlhausen + 1 point de conversion par kicker Jaden Oberkrom       | 31    | 38    |
| ET1         | -           | 6           | 25          | -           | ORE         | TD à la suite d'une course de 1 yard par RB Royce Freeman + 1 point de conversion par kicker Aidan Schneider                                          | 38    | 38    |
| ET2         | -           | 4           | -2          | -           | ORE         | FG de 44 yards par kicker Aidan Schneider | 41    | 38    |
| ET2         | -           | 4           | -3          | -           | TCU         | FG de 46 yards par kicker Jaden Oberkrom | 41    | 41    |
| ET3         | -           | 3           | 25          | -           | TCU         | TD à la suite d'une course de 8 yards par QB Bram Kohlhausen mais la conversion à 2 points échoue                                                     | 41    | 47    |
| Score final | Score final | Score final | Score final | Score final | Score final | Score final | 41    | 47    |

## Statistiques
| Statistiques par Équipes               | Statistiques par Équipes | Statistiques par Équipes |
| Statistiques                           | ORE                      | TCU                      |
| -------------------------------------- | ------------------------ | ------------------------ |
| 1er downs                              | 21                       | 27                       |
| Conversion de 3e Down                  | 4/16                     | 4/18                     |
| Conversion de 4e Down                  | 2/4                      | 3/4                      |
| Jeux–yards                             | 83 jeux pour 414 yards   | 94 jeux pour 545 yards   |
| Yards à la course                      | 186                      | 174                      |
| Yards à la passe                       | 233                      | 371                      |
| Passes : Réussies-Tentées-Interceptées | 20/35, 0 int.            | 30/47, 1 int.            |
| Réussite en zone rouge/chances         | 4/5                      | 7/7                      |
| TD                                     | 5                        | 6                        |
| Field Goals                            | 2/2                      | 2/2                      |
| Sacks (Nombre-Yards gagnés)            | 2/12                     | 2/14                     |
| Fumbles (Nombre/Perdus)                | -/-                      | 1/0                      |
| Pénalités (Nombre/Yards perdus)        | 5/24                     | 8/83                     |
| Temps de possession                    | 24:18                    | 35:42                    |

| Meilleurs Joueurs (MVPs) | Meilleurs Joueurs (MVPs) | Meilleurs Joueurs (MVPs) | Meilleurs Joueurs (MVPs) |
| ------------------------ | ------------------------ | ------------------------ | ------------------------ |
| Systèmes                 | Noms                     | Équipes                  | Postes                   |
| Attaque                  | Bram Kohlhausen          | TCU                      | QB                       |
| Défense                  | Travin Howard            | TCU                      | LB                       |
| Fair Play                | Rodney Hardrick          | ORE                      | LB                       |

| Statistiques Individuelles | Statistiques Individuelles | Statistiques Individuelles                              |
| -------------------------- | -------------------------- | ------------------------------------------------------- |
| Quaterbacks                |                            |                                                         |
| ORE                        | Adams Jr., V.              | 13/19, 0 int., 197 yards et 1 TD, 2 sacks subis         |
| TCU                        | Kohlhausen, B.             | 28/45, 1 int., 351 yards et 2 TDs, 2 sacks subis        |
| Meilleurs Coureurs         |                            |                                                         |
| ORE                        | Freeman, Royce             | 26 courses pour 130 yards net et 3 TDs                  |
| TCU                        | Green, Aaron               | 25courses pour 101 yards net et 1 TD                    |
| Meilleurs Receveurs        |                            |                                                         |
| ORE                        | Carrington, D.             | 7 réceptions pour 107 yards et 1 TD                     |
| TCU                        | Nixon, Shaun               | 9 réceptions pour 71 yards, 0 TD                        |
| Meilleurs Tackleurs        |                            |                                                         |
| ORE                        | Hardrick, R.               | 7 tacles en solo et 2 assistes                          |
| TCU                        | Howard, Travin             | 6 tacles en solo, 7 assistes et 1 sack (8 yards gagnés) |